# Domínio de Koga

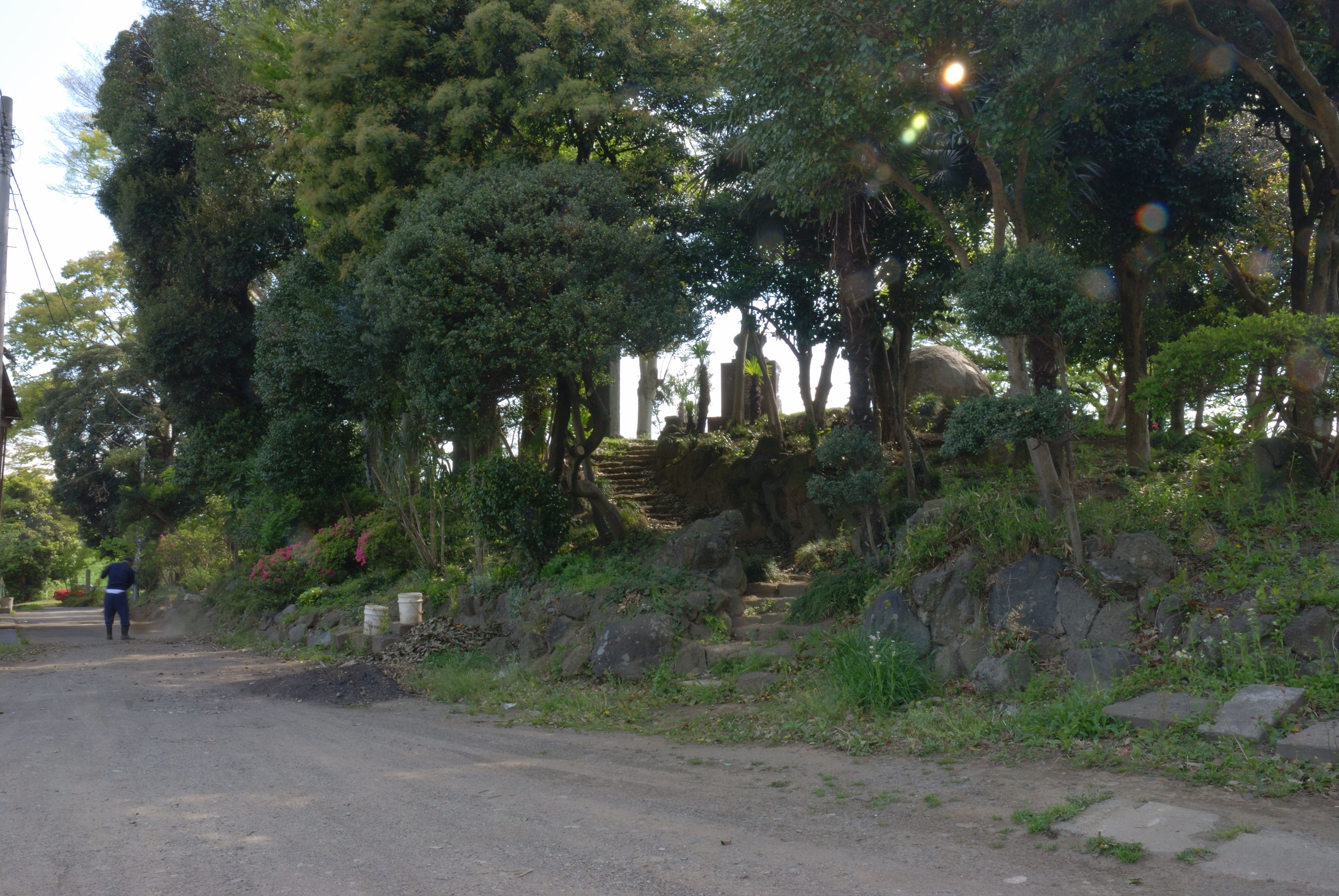
Localização do castelo de Koga

O Domínio de Koga (古河藩, Koga-han) foi um Han do Período Edo da História do Japão, localizado na Província de Shimōsa (atualmente Koga (Ibaraki)). O primeiro senhor de Koga foi Ogasawara Hidemasa, que recebeu o feudo de Tokugawa Ieyasu, seguindo seu deslocamento para a região de Kantō.

## Lista de Daimyos
- Clã Ogasawara (Fudai; 30000 koku)

1. Hidemasa

- Clã Matsudaira (Toda) (Fudai; 30000 koku)

1. Yasunaga

- Clã Ogasawara (Sakai) (Fudai; 20000 koku)

1. Nobuyuki
2. Masanobu

- Clã Okudaira (Fudai; 110000 koku)

1. Tadamasa

- Clã Nagai (Fudai; 72000 koku)

1. Naokatsu
2. Naomasa

- Clã Doi (Fudai; 160000→135000→100000 koku)

1. Toshikatsu
2. Toshitaka
3. Toshishige
4. Toshihisa
5. Toshimasu

- Clã Hotta (Fudai; 90000 koku)

1. Masatoshi
2. Masanaka

- Clã Matsudaira (Fujii) (Fudai; 90000 koku)

1. Nobuyuki
2. Tadayuki

- Clã Matsudaira (Ōkōchi) (Fudai; 70000 koku)

1. Nobuteru
2. Nobutoki

- Clã Honda (Fudai; 50000 koku)

1. Tadayoshi
2. Tadahisa

- Clã Matsudaira (Matsui) (Fudai; 50000 koku)

1. Yasuyoshi

- Clã Doi (Fudai; 70000→80000 koku)

1. Toshisato
2. Toshiakira
3. Toshiatsu
4. Toshitsura
5. Toshinao
6. Toshinori
7. Toshitomo